# Michael Applebaum
Michael Applebaum (Montreal, 10 de febrero de 1963) es un político canadiense que ejerció como alcalde de la ciudad de Montreal. Ejerciendo el cargo de concejal en la ciudad de Montreal por varios años, se desempeñó asimismo como alcalde municipal de Côte-des-Neiges–Notre-Dame-de-Grâce desde el 1 de enero de 2002 hasta el 21 de noviembre de 2012, al convertirse en el alcalde interino de la ciudad.
Antes del 14 de noviembre de 2012, Applebaum fue parte del Partido Union Montréal. Applebaum fue elegido por primera vez como concejal de la ciudad de Notre-Dame-de-Grâce el 6 de noviembre de 1994, un miembro del ya desaparecido Parti des Montréalais. Antes de ser elegido como concejal de la ciudad, era un agente de bienes raíces.
Applebaum fue el primer anglófono en ocupar el cargo desde el final del mandato de James John Guerin en 1912. También fue la primera persona judía en asumir el cargo de alcalde de Montreal.
El 17 de junio de 2013, fue arrestado y acusado de 14 cargos que incluyen fraude, conspiración, abuso de confianza y corrupción en asuntos municipales. El 18 de junio anunció su dimisión como alcalde de Montreal, afirmando que las acusaciones en su contra son infundadas. Fue liberado de la custodia policial e hizo su primera aparición ante la corte el 9 de octubre de 2013.